# 好利獲得
好利獲得（義大利語：Olivetti S.p.A.），意大利資訊科技公司，成立於1908年，專門研發和出品商業器材和電腦系統。目前母公司為意大利電信。

## 歷史
公司成立於1908年，以生產打字機起家。其後不斷擴張，於1930年代，業務擴至二十多個國家。1940年代起進軍電子計算機業務，並於1948年推出公司第一部桌面計算機。1959年研發出國家第一部電腦Elea 9003。其間仍有生產打字機。
1982年推出公司首部現代化個人電腦M20；1983年推出M24，首次配備英特爾中央處理器。後來因策略太過急進盲目研發，於1995年推出多媒體電腦Envision宣告失利，最後於1999年把個人電腦生產線賣走；同年收購意大利電信，並進行架構重組，於2003年變成意大利電信旗下子公司。
目前在意大利和瑞士都設有研發基地，以開發軟件和電腦系統為主，業務遍及83個國家。

## 產品
- 傳真機
- 打印機
- 個人電腦
- 電腦系統
- 辦公室軟體
- 複印機

## 研發基地
- 阿列，意大利
- 阿尔纳，意大利
- 卡尔索利，意大利
- 斯卡尔马尼奥，意大利
- 伊韋爾東，瑞士

## 外部連結
- Olivetti.com （页面存档备份，存于）